# Menace II Society
Menace II Society es una película estadounidense de 1993, dirigida por Albert y Allen Hughes.
Se ha ganado un estatus de culto por sus muchas escenas de violencia, sus diálogos crudos, su banda sonora gangsta rap y sus mensajes preventivos. Revela los diversos aspectos de la vida de las minorías negras y violentas en Los Ángeles: el tráfico de drogas, la vida nocturna sin objetivos, la violencia urbana y la falta de perspectiva para estos jóvenes afroamericanos.

## Sinopsis
La historia transcurre un año después de los disturbios del vecindario afroamericano de Watts en 1992. Caine y su amigo O-Dog, dos jóvenes afroamericanos, ingresan a una tienda de comestibles de la calle dirigida por coreanos para comprar cerveza. El tendero coreano y su esposa los miran con recelo mientras O-Dog comienza a beber la cerveza antes de pagarla. O-Dog reprocha violentamente a la pareja por sospechar de ellos solo porque son dos negros en su tienda. Caine 'y O-Dog pagan sus tragos y están a punto de abandonar el local, a la vez que son agresivos, por lo que el tendero llama la atención de O-Dog y dice: "Le tengo lástima a tu madre". El joven se vuelve loco y les dispara a ambos con su arma, saca la cinta de la cámara de videovigilancia y se lleva la billetera del hombre y la caja registradora. Caine, paralizado por la escena, huye pero ahora es cómplice de un doble asesinato y robo. Este será el comienzo de la lenta e inexorable caída del joven.

## Reparto
- Tyrin Turner - Caine "Kaydee" Lawson
- Larenz Tate - Kevin "O-Dog" Anderson
- Jada Pinkett - Ronnie
- Samuel L. Jackson - Tat Lawson
- MC Eiht - A-Wax
- Glenn Plummer - Pernell
- Clifton Powell - Chauncy
- Marilyn Coleman - Abuela de Caine
- Arnold Johnson - Abuelo de Caine
- Pooh-Man - Doc
- Julian Roy Doster - Anthony
- Too Short - Lew-Loc
- Khandi Alexander - Karen Lawson
- Vonte Sweet - Sharif Butler
- Ryan Williams - Stacy
- Bill Duke - Detective
- Dwayne L. Barnes - Basehead
- Charles S. Dutton - Sr. Butler
- Garen Holoman - Junior
- Brandon Hammond - Caine en su niñez
- Saafir - Harold Lawson
- Cynthia Calhoun - Jackee
- Samuel Monroe Jr. - Primo de Ilena